# Várnagy Andrea
Várnagy Andrea (Eger, 1970-es évek Liszt Ferenc-díjas magyar zongoraművész, tanár, Magyarország Érdemes Művésze.

## Családja
Lányai Farkas Laura (1997), aki színésznő lett, Lili (2001) zongoraművésznek tanult Salzburgban, majd a Liszt Ferenc Zeneművészeti Egyetemen, fia Lóránt (2009) még középiskolás iskolás.

## Életútja
1977 és 1982 között Nagykátán élt családjával. Általános iskolai tanulmányait az 1. sz. Általános Iskolában kezdte és itt kezdte zenei tanulmányait Csóka Károlyné zongoratanárnál. A szombathelyi Zeneművészeti Szakközépiskola elvégzése után, 1993-ban a Liszt Ferenc Zeneművészeti Főiskola Győri Tagozatán szerzett zeneiskolai zongoratanár és kamaraművész diplomát. Itt ismerkedett meg férjével Farkas Zsolttal, aki szintén ebben az évfolyamban végzett.
1993 és 1995 között a müncheni Richard Strauss Konzervatóriumban, 1995 és 1999 között a detmoldi Hochschule für Musikban folytatta tanulmányait. Münchenben előadóművészi diplomát (férjével együtt), Detmoldban zongoraművészi diplomát kapott.
Kezdetben szólóban lépett fel, majd 2002 és 2018 között Farkas Zsolttal négykezes párosként koncertezett többféle produkcióval. A Zeneképzelet című műsoruk 6-12 éves gyerekeknek szólt. Ezt követte 2007-ben a A Teremtés csodái cím előadás. A Földi mese című zenés-verses összeállítás a középiskolás korosztálynak készült. 2011-ben Liszt Ferenc születésének bicentenáriumára Liszt arcai című koncertprogramot állították össze. Repertoárjukban többek között Brahms, Schubert és Chopin művei szerepeltek. Koncerttermi szereplések mellett folyamatosan felléptek vidéki iskolák tornatermeiben is gyermekeknek Magyarországon és Kárpátalján. Több alkalommal koncertezetek az Egyesült Államokban, az ottani magyar közösségek meghívására. 2004 és 2014 között öt CD-t adtak ki közösen. 2017 óta ismét szólóban illetve alkalmanként lányával Farkas Lilivel lép fel.
2017-ben indította útjára a ZeneVarázslat Mozgalmat, melynek megálmodója és alapítója. A ZeneVarázslat mozgalommal Várnagy Andreának a koncerteken túl és ezeket a célokat meghaladva és fejlesztve kiemelt célja a tehetséggondozás; egy-egy különleges tehetség útját a jövőben is figyelemmel kíséri és segíti szakmai előrejutását, akár közös koncerteket is szervezve. Fontos az arra való törekvés, hogy a zongorát tanuló fiatalok a pódiumon is megmutathassák és összemérhessék tudásukat egy közösségformáló, barátságos hangulatú verseny keretében.
Immár ötödik éve valósul meg Tiszapéterfalván egy különleges zenei tábor a magyarországi komolyzenei élet jeles képviselőivel. Itt a zongora mellett a fúvós és vonós hangszereket tanuló gyermekeket is fogadjuk. Emellett helyet kapnak kamarazenei foglalkozások is. A táborban képzőművészeti- és táncoktatáson is részt vehetnek a gyerekek.
2017-ben kezdődött művészeti munkája az Erzsébet-táborok ban, ahol a nyár folyamán hetente ZeneVarázslat előadást tart gyerekeknek.
Rendszeres résztvevője a Filharmónia Magyarország Ifjúsági Koncertsorozatnak, 2019-ben Tolna és Pest megyében mintegy 10 000 gyermek láthatta és hallhatta a ZeneVarázslat koncertet.
2018-ban kezdődött közös munkája Böjte Csaba testvérrel. 2019-ben a számos művészeti projektje mellett egy újabb nagyívű program indult: a Börtönmisszió. Művészeti munkája elősegíti a fogvatartottak társadalomba való visszailleszkedését. Ezzel párhuzamosan 2019 augusztusában megszervezték a fogvatartottak gyermekeinek nyári táborát.
2019-ben a Magyar Művészeti Akadémia a 2019-2021-es időszakra művészeti ösztöndíjra érdemesnek ítélte meg Várnagy Andrea pályázatát.
2019 decemberében jelent meg 9 fegyintézet közreműködésével a Hangokba zárt szabadság című CD összeállítás, amely a József Attila Színházban megrendezésre kerülő, Szent Adorján évet lezáró előadáson került bemutatásra.
2025-ben 9. alkalommal került megrendezésre a ZeneVarázslat Nemzetközi Négykezes Zongoraverseny Archiválva 2020. március 23-i dátummal a Wayback Machine-ben , 2023-ban mutatta be a Lélekhíd klasszikus zenei mesejátékot, melynek idei színhelye Kaposvár volt. Ez alkalomból megjelent a ZeneVarázslat – Lélekhíd című lemez, melyet a zongoraművész lányaival közösen készített.

## Lemezei
Farkas Zsolttal
- Zeneképzelet 1. (2004)
- Zeneképzelet 2. (2008)
- A Teremtés csodái (2008) - Hívőként fontos számára a zene általi szolgálat. Ezért született a Teremtés csodái album, melyben a Biblia teremtéstörténetét ismerhetjük meg zongoraművekkel illusztrálva.
- Földi mese (2011)
- Liszt arcai (2014) - Művészi érdeklődésének középpontjában kiemelkedő zeneszerzőként áll Liszt Ferenc, akinek születésnapja 200. évfordulója alkalmából készült el a Liszt arcai című lemez. Ezen a lemezen olyan különleges átiratok is szerepelnek, melyeket Horváth Barnabás dolgozott át négykezesre és a világon egyedül kettejük előadásunkban szólalnak meg.

Önállóan és lányaival
- Hangokba zárt szabadság (2019) - 2019 decemberében jelent meg 9 fegyencintézet közreműködésével jelent meg ez a CD összeállítás, amely a József Attila Színházban megrendezésre kerülő, Szent Adorján évet lezáró előadáson került bemutatásra.[11]
- ZeneVarázslat - Lélekhíd (2020) - 2020. március 4-én jelent meg, az V. ZeneVarázslat Nemzetközi Négykezes Zongoraverseny nyitónapján. A lemezt Várnagy Andrea lányaival, Farkas Lilivel és Farkas Laurával készítette.

## Díjai, elismerései
- Ischia (Olaszország) – Nemzetközi négykezes zongoraverseny – abszolút 1. díj[12]
- Budapest Márka-díj
- Liszt Ferenc-díj (2020)
- Érdemes művész (2024)